# Битка за Јасеновац
Битка за Јасеновац догодила се током рата у Хрватској. Српске снаге су заузеле село Јасеновац 7. октобра 1991. године, али је 8. октобра ЗНГ покренула неуспешну контраофанзиву. Током повлачења хрватске војске, гранатирали су мост, наневши извесну штету Србима, али је Јасеновац остао у њиховим рукама. Током окупације села, хрватски цивили су били приморани да беже, а многи су и погинули.Камени Цвет

## Позадина
Током Другог светског рата, Јасеновац је био место концентрационог логора којим је управљао фашистички, хрватски националистички усташки покрет, у којем су првенствено били интернирани срби, јевреји и роми, као и антифашисти.

## Битка
Средином септембра 1991. године, српске снаге су имале разне напредке дуж границе са Босном и Херцеговином, нападајући хрватска села и градове, напредујући даље и на крају стигле до Јасеновца. Напад је покренут у јутро 7. октобра. Након тешких борби, српске снаге су окупирале подручје и поставиле српске заставе на Каменом цвету, споменику у знак сећања на жртве концентрационог логора. Након тога, протерали су хрватске цивиле, а убиле су и многе, укључујући и оне који су подржавали хрватски режим. Сутрадан, хрватске снаге су покушале да поврате Јасеновац. На почетку су имали успех, заузевши половину села и напредујући до споменика, али у то време су стигле паравојне јединице Шкорпиони, Вукови са Вучијака и Српска добровољачка гарда, а њихова офанзива је избацила снаге из подручја, приморавајући их на повлачење.

## Последице
Током повлачења, хрватске снаге су гранатирале мост, наневши србима мању штету. Како су се борбе наставиле, хрвати су морали да се повуку из насеља и претрпели су разорне губитке. Број жртава варира од 10 до 50 војника. Српска страна наводно није имала жртава, јер су се повлачили све док нису стигле паравојне јединице, а Јасеновац је био у рукама Срба до операције „Бљесак“. Симо Брдар, помоћник директора спомен-подручја Јасеновац, успео је да транспортује део материјала и документације ради очувања. Године 1999, артефакти су смештени у Републици Српској, а затим у Меморијални музеј Холокауста Сједињених Држава 2000. године, пре него што су враћени у Хрватску.